# Липовка (Полонский район)
основал: Самчук Иван Федотович
Липовка (укр. Липівка) — село в Полонском районе Хмельницкой области Украины.
Население по переписи 2001 года составляло 79 человек. Почтовый индекс — 30541. Телефонный код — 3843. Занимает площадь 0,376 км². Код КОАТУУ — 6823655401.

## Местный совет
30511, Хмельницкая обл., Полонский р-н, пгт Понинка, ул. Победы, 51, тел. 3-20-81.